# دکوه
دکوه (به عربی: دکوة) یک منطقهٔ مسکونی در لبنان است که در مجدل عنجر واقع شده‌است. دکوه ۸۰۰ نفر جمعیت دارد.